# キラーズ (アイアン・メイデンのアルバム)
『キラーズ』（Killers）は、アイアン・メイデンのスタジオ・アルバムで、1981年2月2日に発表された、オリジナルとしては第2作目となるアルバム。

## 概要
今作ではアイアン・メイデンの音楽性に馴染まなかったデニス・ストラットンが脱退し、以後1988年まで在籍することになるエイドリアン・スミスが加入した。また1992年までプロデューサーとして関わることになるマーティン・バーチが参加するのもこの作品からである。
2015年、オリジナルマスターテープに最新リマスタリングを施したハイレゾ音源の配信を開始。
2018年、2015年のハイレゾ音源配信時に使用されたリマスター音源をCDとして発売。1998年リマスターでは収録されていた「トワイライト・ゾーン」が外され、英国オリジナル盤の収録曲・曲順に準拠したものになっている。

## 収録曲
全曲スティーヴ・ハリス作（特記したものを除く）

### オリジナル盤
1. 3月15日 - The Ides Of March – 1:46
2. ラスチャイルド - Wrathchild – 2:54
3. モルグ街の殺人 - Murders In The Rue Morgue – 4:18
4. アナザー・ライフ - Another Life – 3:22
5. ジンギス・カン - Genghis Khan – 3:06
6. 無実の逃亡者 - Innocent Exile – 3:53
7. キラーズ - Killers (Di'Anno, Harris) – 5:01
8. 悪魔の魔法 - Prodigal Son – 6:11
9. パーガトリー - Purgatory – 3:20
10. ドリフター - Drifter – 4:48
11. トワイライト・ゾーン - Twilight Zone (Harris, Murray) – 2:34

### オリジナル・アメリカ盤
1. The Ides Of March – 1:45
2. Wrathchild – 2:54
3. Murders In The Rue Morgue – 4:19
4. Another Life – 3:22
5. Genghis Khan – 3:06
6. Innocent Exile – 3:53
7. Killers (Di'Anno, Harris) – 5:01
8. Twilight Zone (Harris, Murray) – 2:34
9. Prodigal Son – 6:11
10. Purgatory – 3:21
11. Drifter – 4:48

### 1998年リマスター盤
1. 3月15日 - The Ides Of March – 1:45
2. ラスチャイルド - Wrathchild – 2:54
3. モルグ街の殺人 - Murders In The Rue Morgue – 4:19
4. アナザー・ライフ - Another Life – 3:22
5. ジンギス・カン - Genghis Khan – 3:06
6. 無実の逃亡者 - Innocent Exile – 3:53
7. キラーズ - Killers (Di'Anno, Harris) – 5:01
8. 悪魔の魔法 - Prodigal Son – 6:11
9. パーガトリー - Purgatory – 3:21
10. トワイライト・ゾーン - Twilight Zone (Harris, Murray) – 2:34
11. ドリフター - Drifter – 4:48

### 1995年リイシュー盤ボーナス・ディスク
1. Women In Uniform (スカイフックスのカバー)
2. Invasion
3. Phantom Of The Opera (live)
4. Running Free (live) (Harris, Di'Anno)
5. Remember Tomorrow (live) (Harris, Di'Anno)
6. Wrathchild (live)
7. Killers (live) (Harris, Di'Anno)
8. Innocent Exile (live)

## 解説
収録曲は「モルグ街の殺人」と「キラーズ」を除き全てデビュー前に書かれた曲で、特に「ラスチャイルド」はコンピレーション・アルバム『Metal for Muthas』(1980) にも収録されている。

### モルグ街の殺人

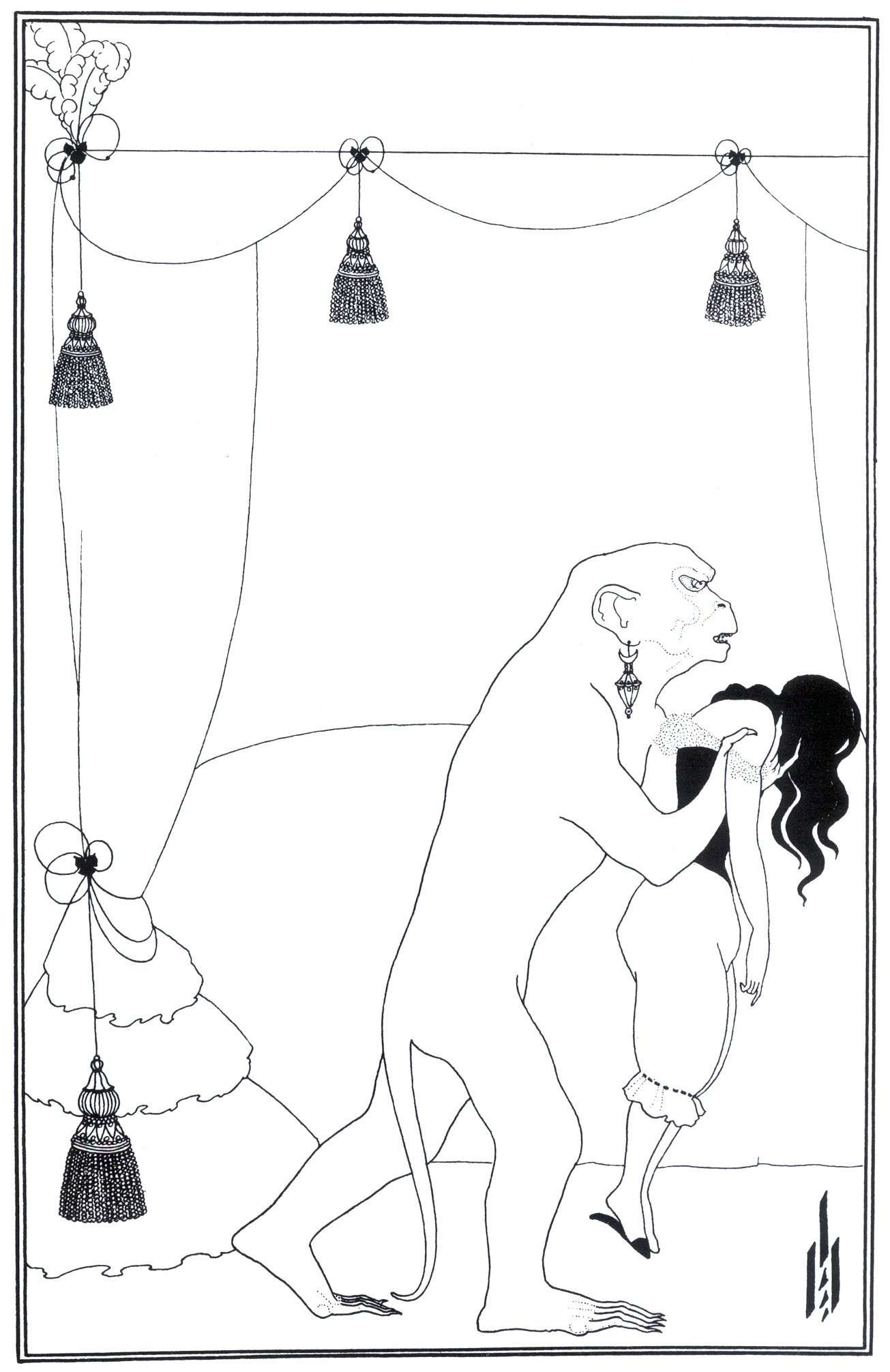
原作小説『モルグ街の殺人』挿絵（オーブリー・ビアズリー画）

「モルグ街の殺人」はエドガー・アラン・ポーの同名小説をベースとしたストーリーになっている。モルグ街とは「死体安置所通り」という意味。

### キラーズ
「キラーズ」について、作者であるスティーヴ・ハリスとポール・ディアノはこの曲が元々インストゥルメンタルになる予定だったと語っている。初収録作品は『ライヴ・アット・ザ・レインボー』で、この時は歌詞が現在のものとは異なっているが、この時点での歌詞は当夜のステージが始まる数分前までにバックステージで書き綴られたものだという。
内容は精神病の殺人者の視点から語られており、アルバム・カバーにも見られるような斧を使った殺人鬼である。

### トワイライト・ゾーン
「トワイライト・ゾーン」は、元々はバンドとして4枚目のシングルとして1981年3月2日に発表され、アルバムとしてはアメリカ盤のみに収録されていた。のちにリマスター盤が制作され以降は基本的にどのエディションにも収録されている。

### ウィミン・イン・ユニフォーム
「ウィミン・イン・ユニフォーム」はスカイフックスのカバーで、バンドとして3枚目のシングルとして1980年10月27日に発表されたもののアルバムには未収録だった曲。前任ギタリストのデニス・ストラットンが録音に参加した最後の曲である。
この曲でバンドとして初めてのミュージック・ビデオが制作された。監督はダグ・スミスで、収録場所はカーリング・ブリクストン・アカデミー。

## 参加ミュージシャン
- ポール・ディアノ – ヴォーカル
- デイヴ・マーレイ – ギター
- エイドリアン・スミス – ギター、バッキング・ヴォーカル
- スティーヴ・ハリス – ベース・ギター、バッキング・ヴォーカル
- クライヴ・バー – ドラムス